# The Burlington Free Press
The Burlington Free Press est un quotidien américain basé à Burlington, dans l'État du Vermont, aux États-Unis. Avec un tirage d'environ 32 450 exemplaires par jour et de 42 679 le dimanche, il est le journal le plus distribué au Vermont.
Sa présentation est de grand format, publié du lundi au dimanche et distribué en kiosque presque partout à Burlington ainsi que dans les autres villes du Vermont, en plus d’être disponible à la livraison à domicile dans une grande partie de l'État. Une version web du Burlington Free Press est accessible partout dans le monde par le biais du net.

## Histoire du quotidien

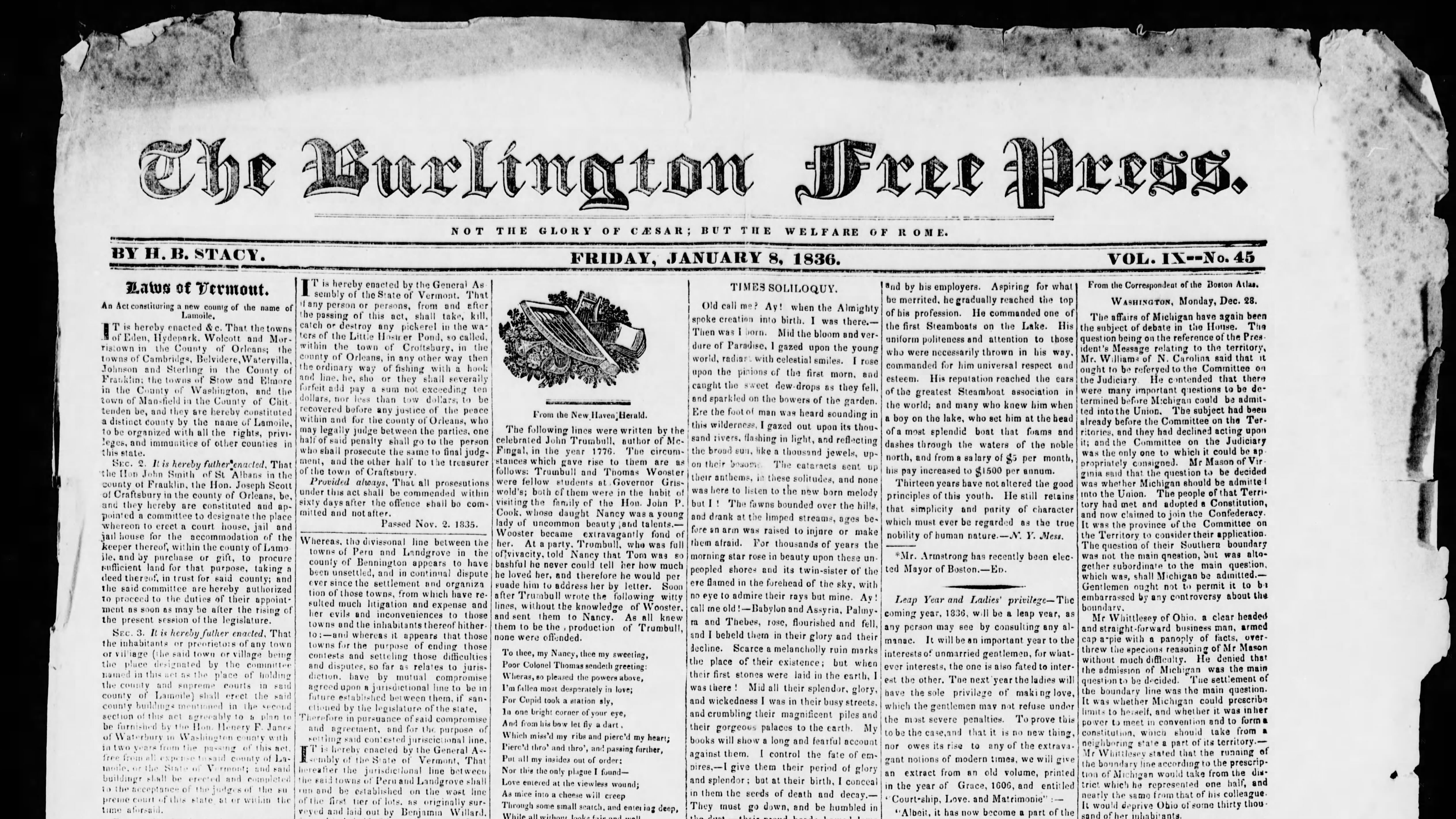
En-tête du numéro du 8 janvier 1836.

Le Burlington Free Press fait ses débuts en 1827 comme hebdomadaire sous le nom de Free Press Weekly. Avec l'utilisation du télégraphe comme moyen de communication entre la rédaction et ses journalistes, le journal devient un quotidien en 1848. Mais il n'y a pas d'édition du quotidien le dimanche. Le journal est édité le soir. 
Avec l'achat du Times Burlington en 1868, la Free Press Association est fondée regroupant une cinquantaine d'actionnaires du Burlington Free Press. Le quotidien publie alors plusieurs éditions : celle du matin, celle du soir et l'édition hebdomadaire et ce jusqu'en 1882. En 1882 l'édition du soir est annulée en raison des faibles ventes et d'un afflux de lecteurs pour l'édition du matin. En 1897, le Burlington Free Press est acheté par Willard B. Howe, un homme d'affaires.  
En 1952, le Burlington Free Press fête son 125e anniversaire d'existence et un personnage important, James Warren McClure (en) rejoint le quotidien comme chef de publicité. Il deviendra plus tard chef de l'entreprise et coéditeur du quotidien. En 1961, Free Press Association Inc, une nouvelle société organisé par McClure achète le journal. McClure est alors nommé éditeur et président.
Le Burlington Free Press change de nouveau de propriétaire en 1971 après la fusion avec le journal Public Opinion. Le quotidien devient alors la propriété de McClure Newspapers Inc, une filiale en propriété exclusive de Gannett Corporation.
Le Free Press lance une édition du dimanche en 1975. .
En juillet 2008, Garnnet Corporation annonce une augmentation substantielle du prix de détail du quotidien, sauf pour l'édition du dimanche. Cela n'a pas d'incidence sur le prix des abonnements au journal.
En décembre 2008, Gannett Corporation annonce une réduction de dix pour cent des effectifs dans toute l'entreprise américaine. The Burlington Free Press licencie six de ses employés de la salle des nouvelles.
Le 19 janvier 2009, le Burlington Free Press introduit une édition plus « compacte » du quotidien : celle-ci est publiée trois jours par semaine. L'édition complète grand format du Burlington Free Press reste la même pour les autres jours de la semaine.

## Contenu du quotidien
« Nous sommes les principaux producteur de l'information de notre communauté locale, et personne ne peut vous la dire différemment. Donner à la communauté accès à ce journal et montrer une passion à couvrir les événements locaux caractérise la philosophie de The Burlington Free Press. Mais The Free Press n'a plus la place d'être le "journal des records" pour sa ville. Nous ne pouvons plus répandre de la sorte,. »
— Mike Townsend, rédacteur en chef
Le plus souvent le journal se spécialise dans les nouvelles locales et régionales. Les informations internationales sont fournies par l'Associated Press et Reuters. The Burlington Free Press, comme beaucoup d'autres quotidiens, a été accusé au cours de son histoire de donner trop ou pas assez d'importance à certains évènements,. Parmi les dossiers les plus récents, lors des dernières élections générales du Vermont en novembre 2010, le Burlington Free Press a posé une question différente chaque semaine pendant douze semaines dont les réponses figurent sur sa page éditoriale par les six candidats au poste de gouverneur du Vermont. 
La page éditoriale exprime une opinion politique mais comme le veut la tradition américaine des grands journaux, le reste du quotidien est indépendant. The Burlington Free Press laisse par ailleurs la place à tout un spectre d'opinions différentes, grâce à ses nombreux columnists. Le journal contient plusieurs sections spécialisées : nouvelles locales de Burlington et régionales des localités du Lac Champlain, nouvelles de l'État du Vermont et de la Nouvelle-Angleterre, nouvelles nationales américaines et internationales, arts et spectacles, affaires, alimentation et santé, art de vivre (living en langue anglaise), sports (lycées, universitaires et UVM).

## Responsables du quotidien
Le propriétaire actuel du Burlington Free Press est Gannett Corporation par l'entremise de sa filiale McClure Newspapers.
- Président : Jim Carey
- Éditeur : James Fogler
- Rédacteur en chef : Mike Townsend[11],[12]

Le journal emploie 272 salariés à temps plein. Les bureaux du quotidien sont situés dans un immeuble historique patrimonial au 191 College Street à Burlington. Seize reporteurs et deux photographes travaillent au quotidien. Le quotidien possède aussi un bureau au Capitole de Montpelier, siège  de l'Assemblée générale du Vermont.

## Personnalités d'hier et d'aujourd'hui du Burlington Free Press
- Robert S. Griffin
- Terri Hallenbeck[15]
- Madeleine May Kunin
- Candace Page[16]
- Nancy Remsen[17]